# Ріаншо
Ріаншо (гал. Rianxo, ісп. Rianjo) — муніципалітет в Іспанії, у складі автономної спільноти Галісія, у провінції Ла-Корунья. Населення — 11 769 осіб (2009).
Муніципалітет розташований на відстані близько 493 км на північний захід від Мадрида, 87 км на південний захід від Ла-Коруньї.
Муніципалітет складається з таких паррокій: О-Араньйо, Асадос, Ісорна, Лейро, Ріаншо, Тарагонья.

## Демографія
Динаміка населення (INE ):

## Галерея зображень

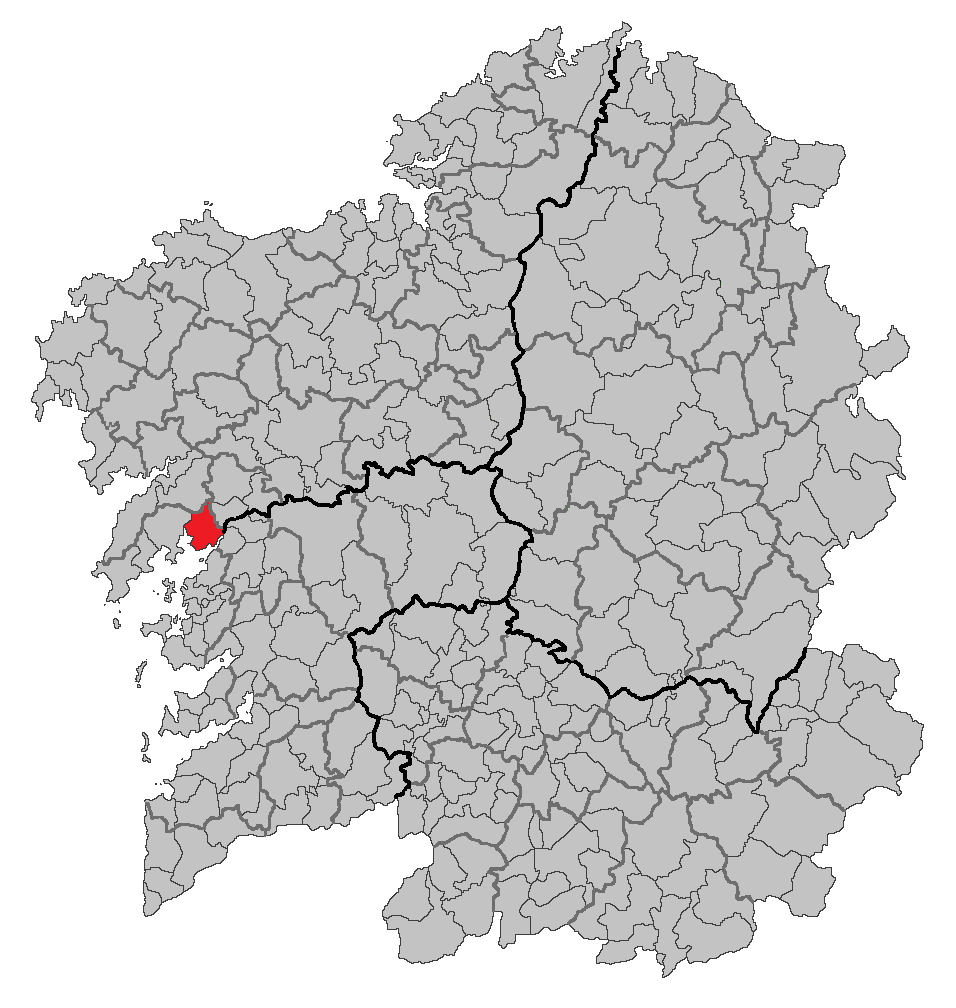
Розташування муніципалітету
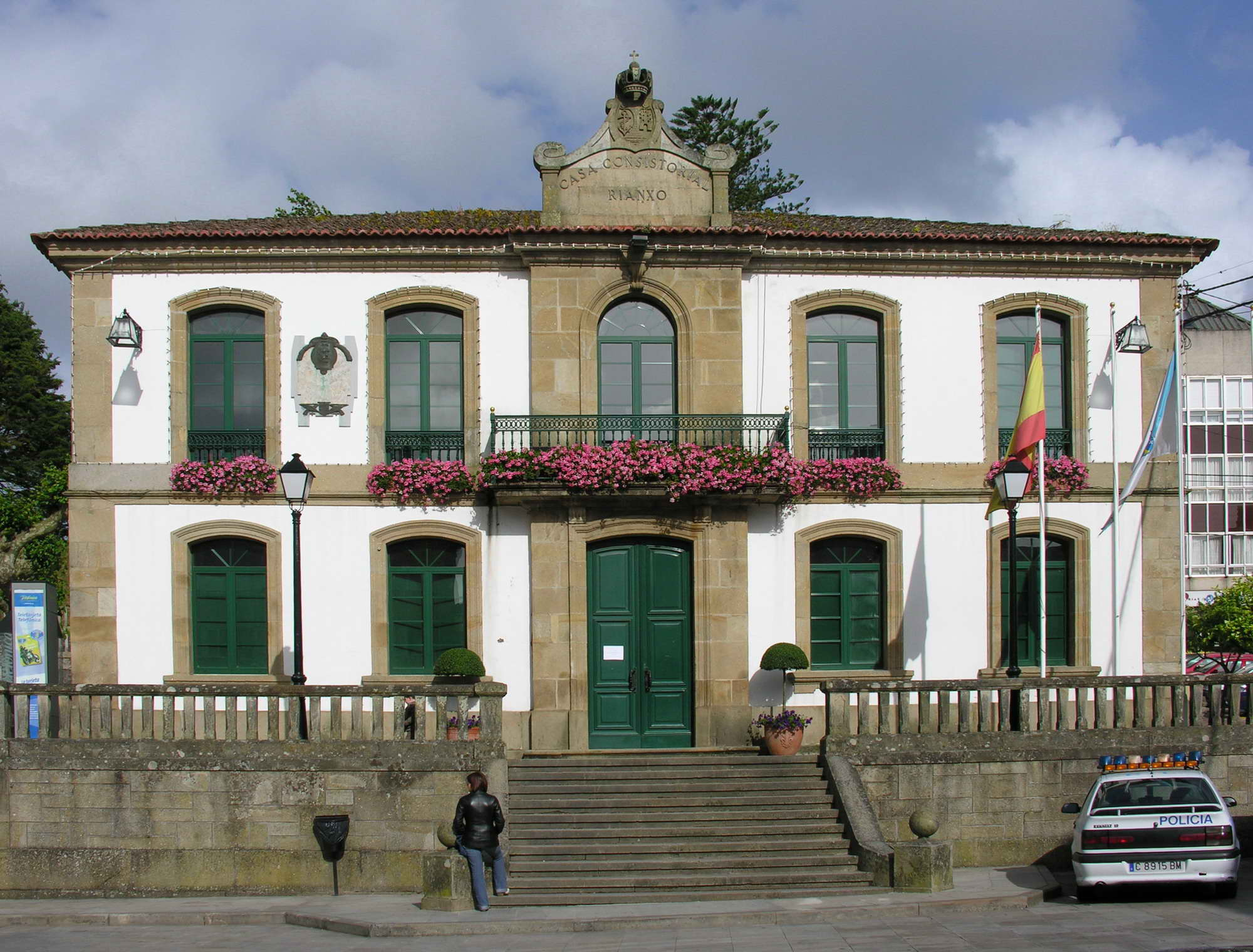
Муніципальна рада
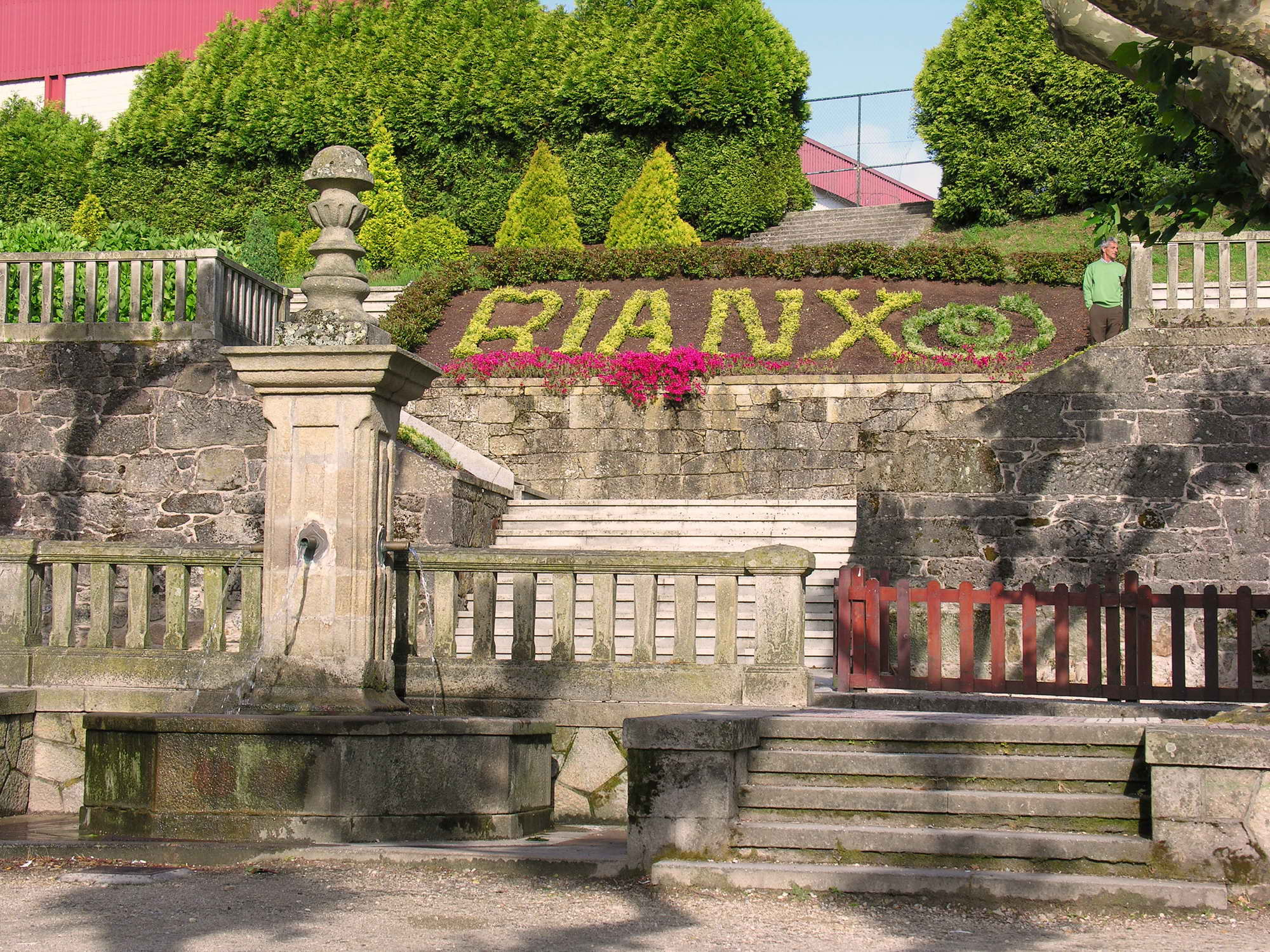
Парк і фонтан
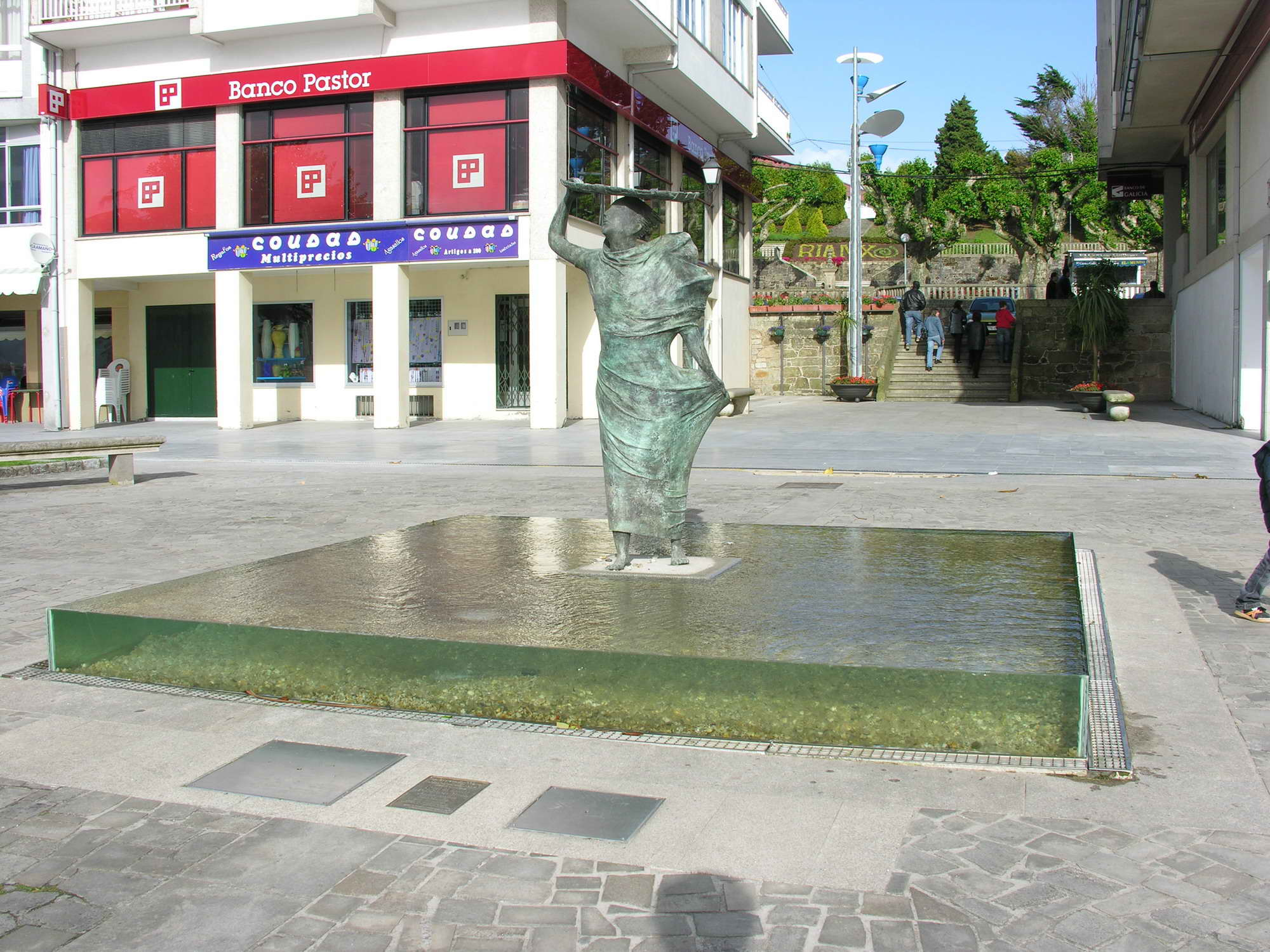
Фонтан
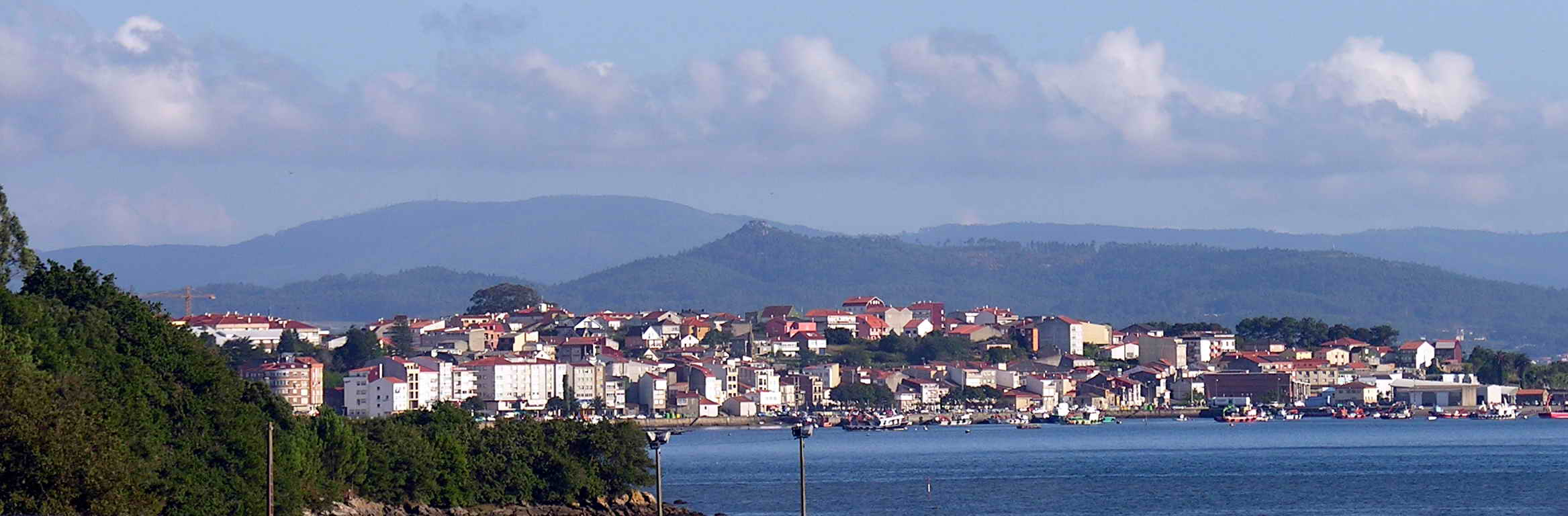
Місто Ріаншо
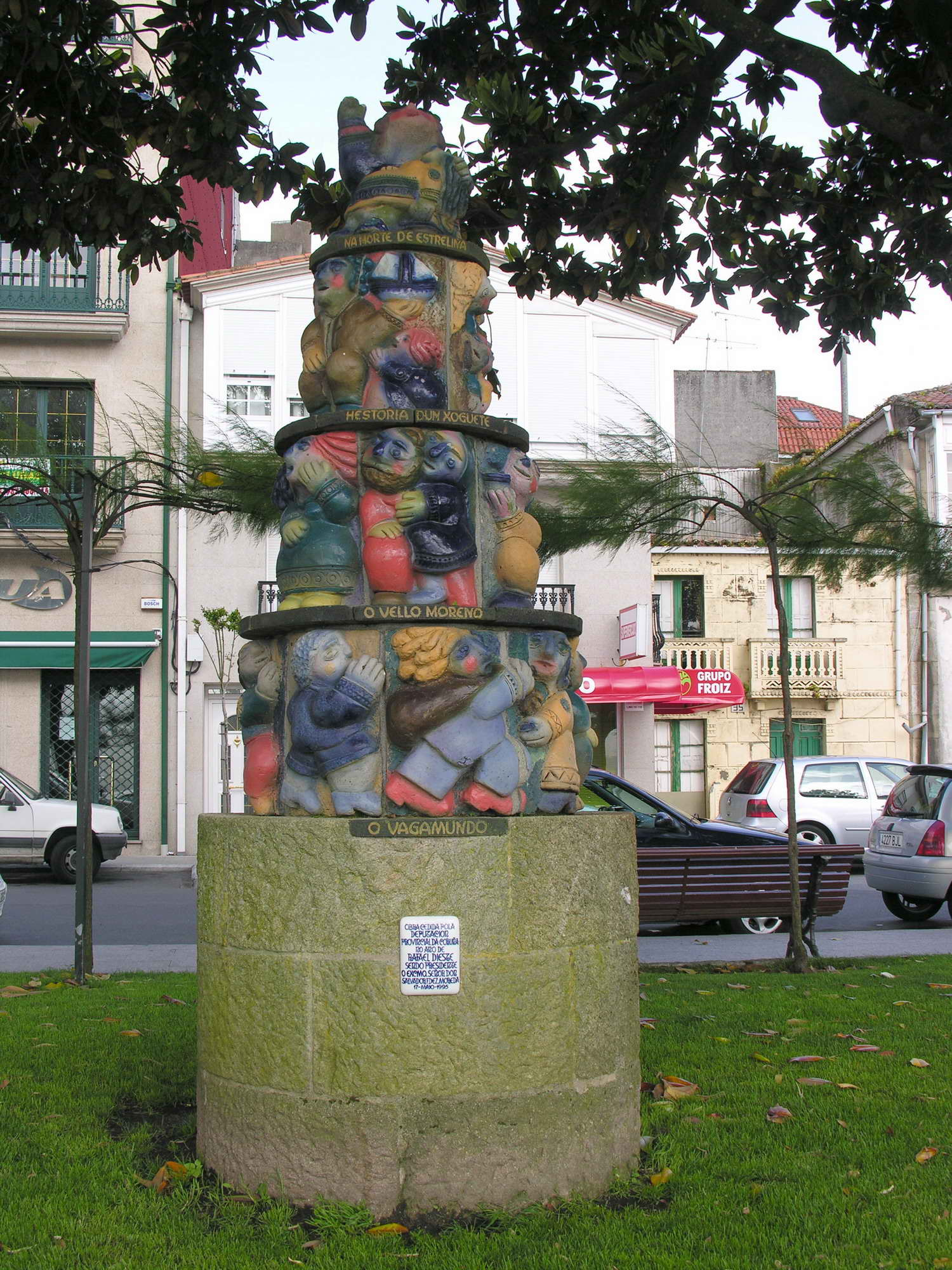
Пам'ятник Рафаелю Діесте, що народився у Ріаншо